# 埃門 (瑞士)

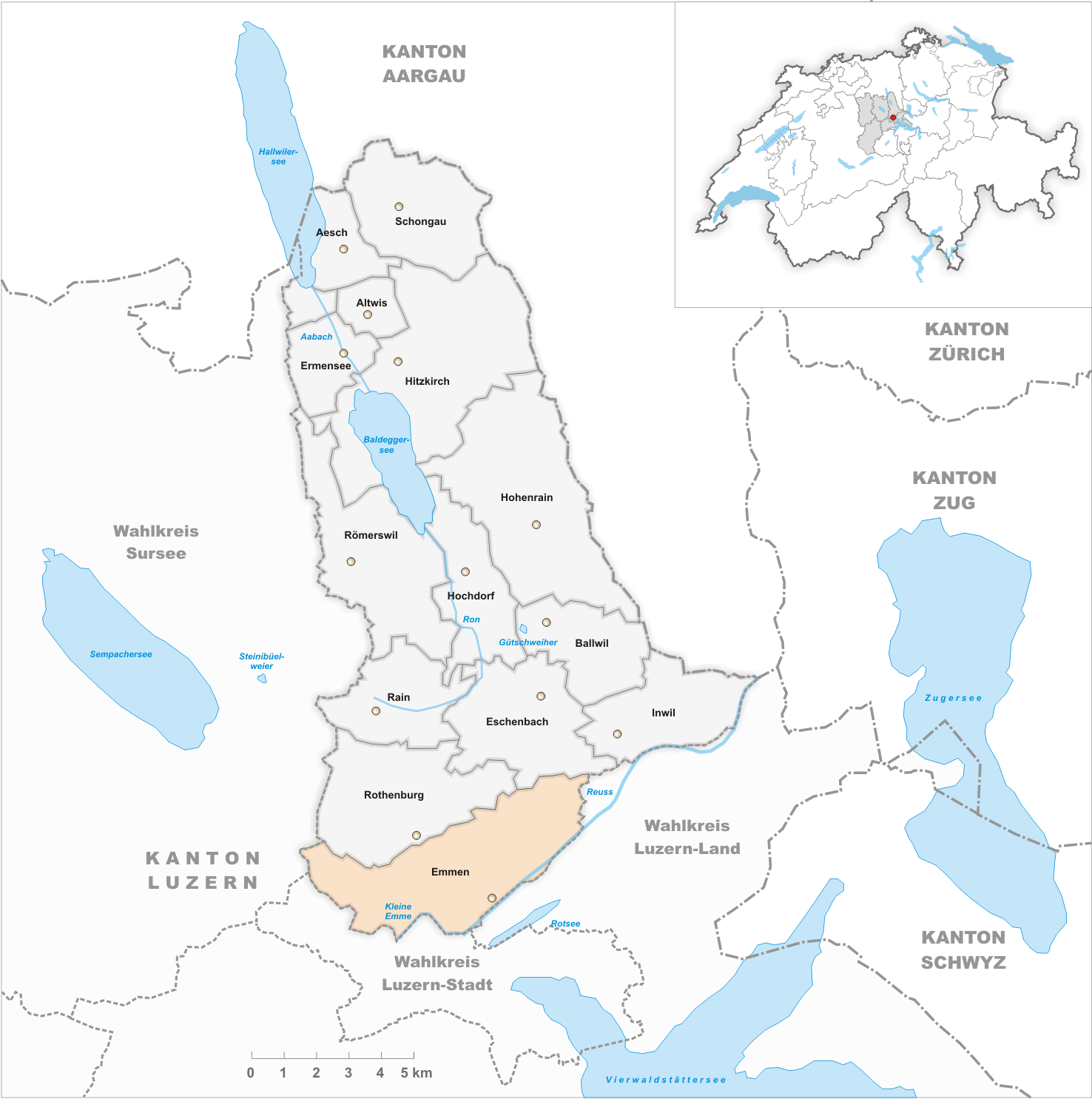
埃门市地图

埃门（德語：Emmen）是瑞士的城鎮，位於該國中部，由琉森州負責管轄，面積20.33平方公里，海拔高度427米，2010年人口28,031，其中六成居民信奉羅馬天主教。

## 地理
该市是卢塞恩北部的一个郊区。该市南部和西南部是卢塞恩，向南还与埃比孔接壤，东部毗邻布赫赖因，北部与埃申巴赫和罗滕堡接壤，西北部是诺伊恩基尔赫。
埃门市由埃门和埃门布吕克两个区组成。前者位于罗伊斯河谷，后者大部分位于一个崎岖的高原，一小部分（下城）也位于罗伊斯河谷。埃门区由上城和下城（在上城东北部）组成。埃门市总面积为20.37平方公里，其中46.6％是农业用地，18.2％是森林和灌木，三分之一左右（比例尚在增加）是建筑用地。

## 人口
从1798年到1870年，埃门市人口稳步增加，但增幅不大。此后长达一百年该市人口都处于快速增长状态。1950年该市人口就已经超过10,000。整个七十年代，该市人口数量不再增加，这是由于许多工业企业因石油危机后的经济危机而缩减规模，导致该市的外国工人纷纷返回祖国。在20世纪80年代，该市人口增长规模再次大幅增加。埃门是卢塞恩州和整个瑞士中部人口第二多的城市。2015年12月2日，该市人口首次超过30,000。

### 语言
埃门市居民使用高地阿勒曼方言作为口语。在2000年的人口普查中，81.57％的居民讲德语，5.01％的居民讲塞尔维亚-克罗地亚语，3.91％的居民讲意大利语。还有很多人在掌握德语的基础上还会说西班牙语、葡萄牙语、土耳其语、泰米尔语或库尔德语。大多数第二代移民母语是双语（父母的母语和德语）。

### 宗教
埃门市的大多数居民信仰天主教。天主教徒退出教会和瑞士其他地区以及国外的移民进入在一定程度上降低了天主教徒的比例。2000年的调查资料显示了如下的埃门市宗教信仰情况：居民中64.17％为天主教徒，12.71％为新教徒，4.60％东正教徒。穆斯林占6.87％，无宗教信仰者占6.52％，其他非基督教信徒占0.85％。
东正教徒：主要是塞尔维亚人，黑山人和马其顿人，以及希腊人。
穆斯林：主要是阿尔巴尼亚人，较多的波斯尼亚人，土耳其人和库尔德人，以及一些阿拉伯人和柏柏尔人。
其他非基督徒：几乎都是印度教徒（来自斯里兰卡的泰米尔人）。

### 国籍
截至2014年底，在埃门市的29,292名居民中，66.7%（19,539人）为瑞士公民，33.3％（9,753人）为外国人。截至2014年底，外国居民主要来自塞尔维亚（包括科索沃）（24.4％），意大利（13.3％），葡萄牙（13.3％），德国（8.0％），西班牙（3.9％）和土耳其（1.7％）。27.0％来自欧洲其他国家，8.3％来自非欧洲国家。埃门市是卢塞恩州外国人比例最高的市镇。

## 外部連結
- Official Website
- BBC report on the Emmen citizenship tests